# Micro-région de Székesfehérvár
La micro-région de Székesfehérvár (en hongrois : székesfehérvári kistérség) est une micro-région statistique hongroise rassemblant plusieurs localités autour de Székesfehérvár.